# 캐시 터너
캐시 앤 터너(영어: Cathy Ann Turner, 1962년 4월 10일 ~ )는 미국의 여자 쇼트트랙 선수이다. 1979년 미국 정상에 올랐으나, 그 후 선수 생활을 중단하고 가수로 활동하기도 했다. 1992년 동계 올림픽과 1994년 동계 올림픽 500m에서 금메달을 획득했다. 늦은 나이에 선수로 복귀하여 인간승리의 표본으로 찬사를 받기도 했으나, 1994년 동계 올림픽 500m 결승에서는 그가 타 선수의 진로를 방해했다는 의혹으로 논란의 대상이 된 바 있다.